# Givotia moluccana
Givotia moluccana är en törelväxtart som först beskrevs av Carl von Linné, och fick sitt nu gällande namn av Sreem.. Givotia moluccana ingår i släktet Givotia och familjen törelväxter. Inga underarter finns listade i Catalogue of Life.

## Bildgalleri

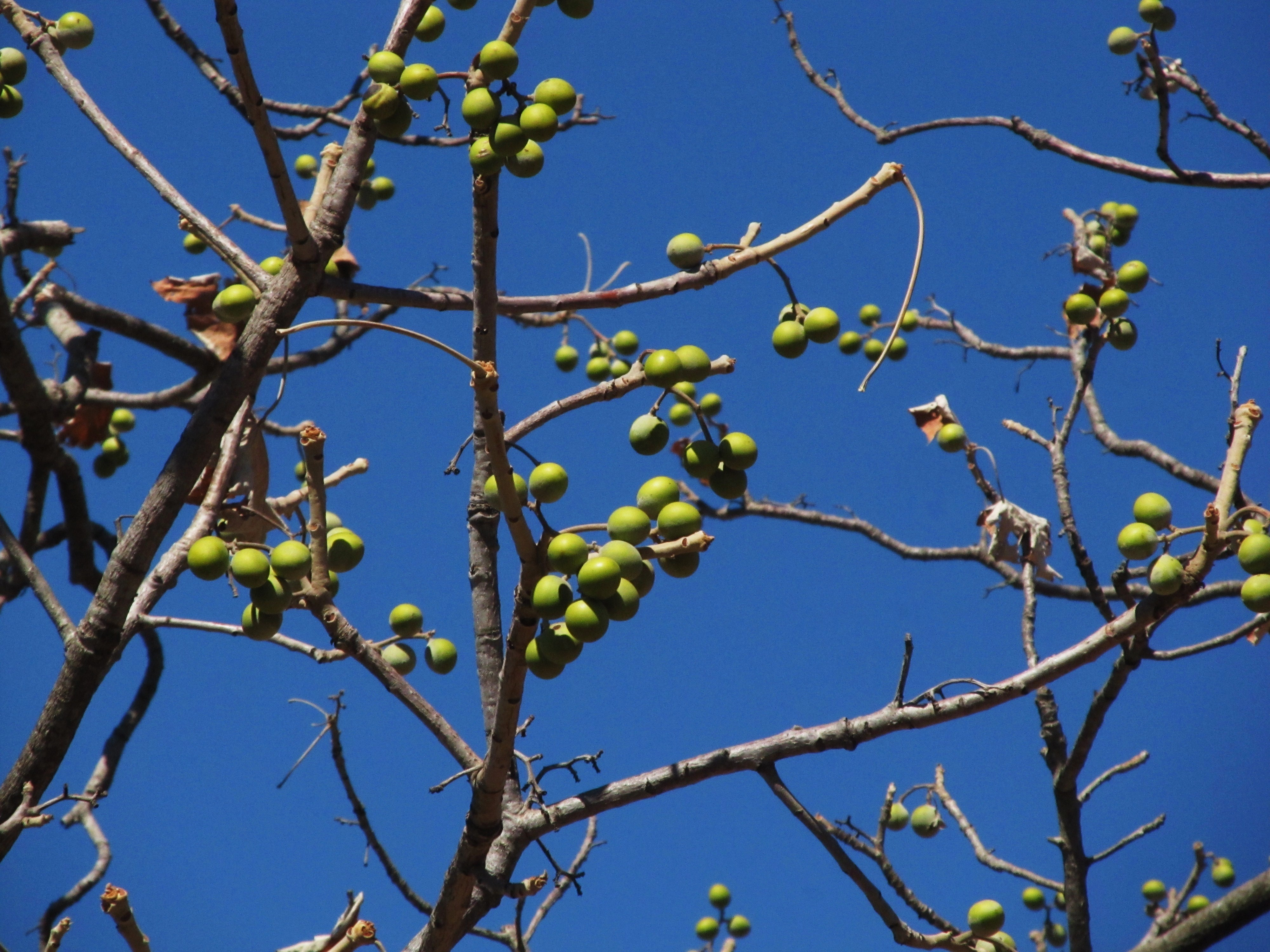
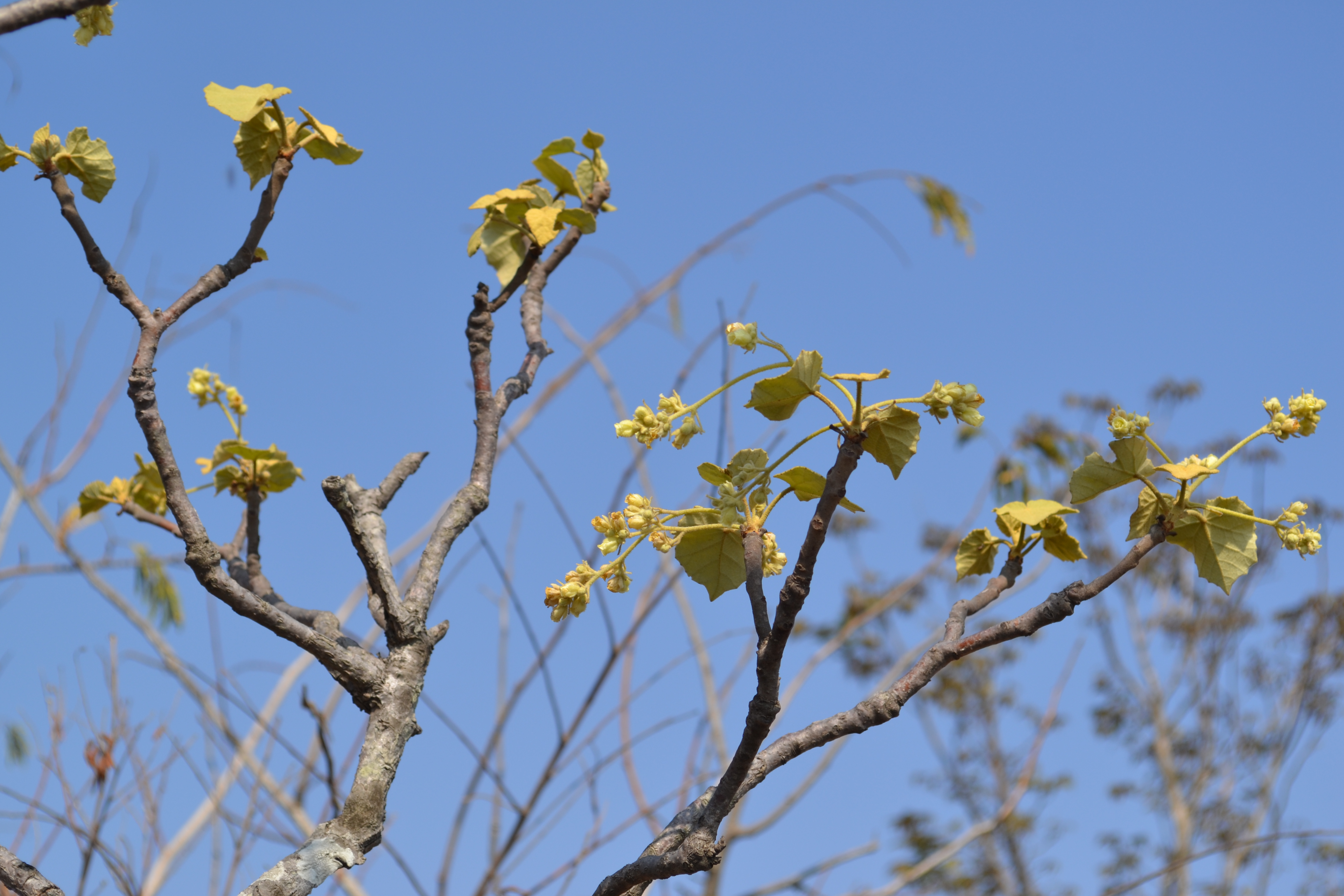
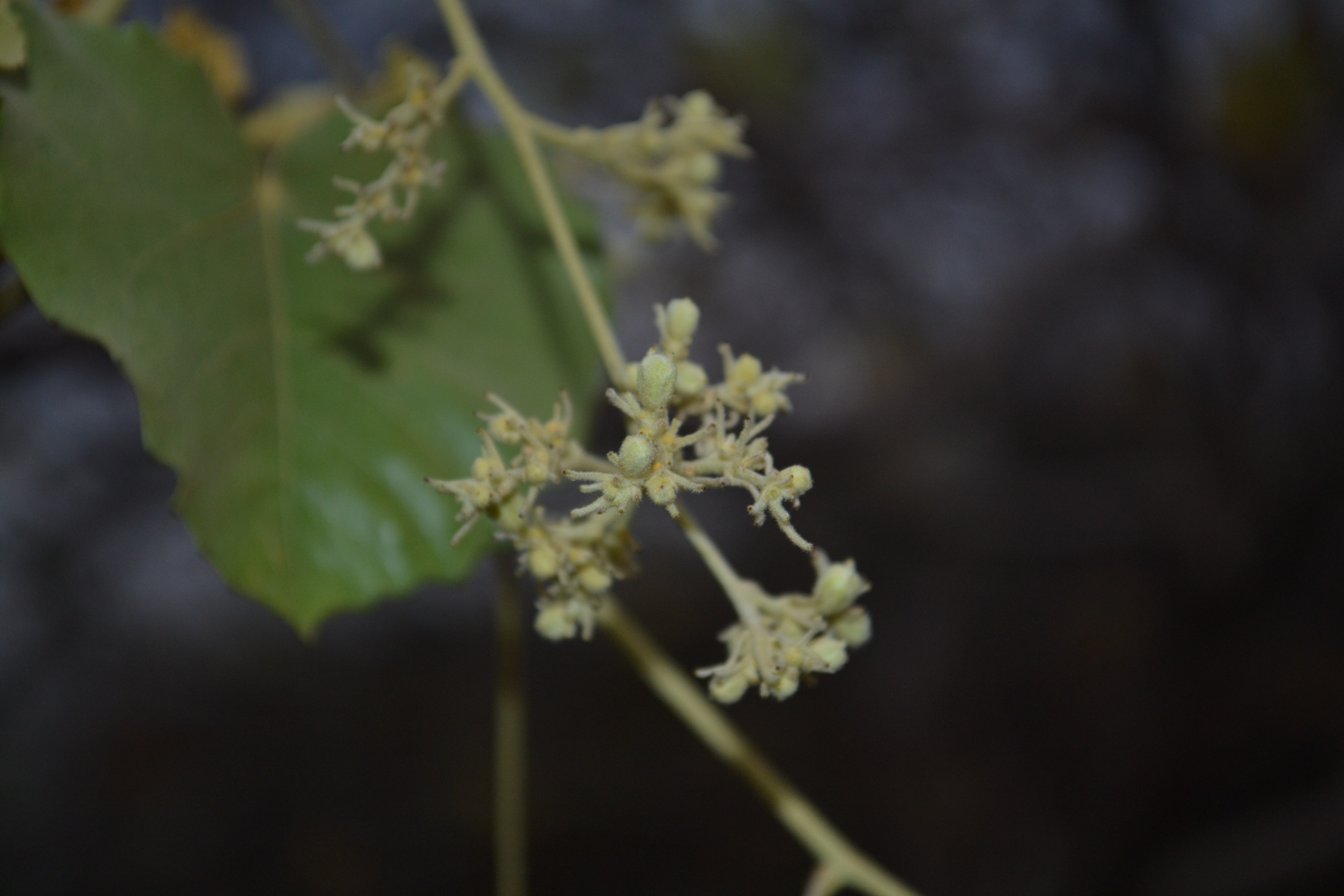